# Giovan Battista Albini
Giovan Battista Albini (La Maddalena, 20 settembre 1812 – Cassano Spinola, 14 agosto 1876) è stato un ammiraglio italiano.

## Biografia
Ufficiale di carriera nella Regia Marina Sarda, partecipò alla Campagna di guerra in Adriatico (1848 – 1849), ove ottenne la Croce di Cavaliere dell'Ordine dei Santi Maurizio e Lazzaro, alla Guerra di Crimea (1855 – 1856), per la quale fu insignito del titolo di Commendatore dell'Ordine Militare d'Italia ed all'assedio di Ancona (1860), ove, al comando della pirofregata ad elica Vittorio Emanuele, contribuì con efficace cannoneggiamento alla caduta della città (allora in mano austriaca), ottenendo così la Medaglia d'Oro al Valor militare.
L'anno successivo assunse il comando di una divisione navale e nel 1864 quello di una squadra destinata alla protezione del Bey di Tunisi. Partecipò alla terza guerra di indipendenza italiana quale contrammiraglio comandante della 2ª Squadra, nella flotta comandata da Carlo Pellion di Persano. 
Notoria era la freddezza tra i due ammiragli, oltre che la rivalità verso il comandante della prima squadra, Giovanni Vacca. Questa mancanza di fiducia verso il suo superiore nella campagna si tradusse in comportamenti al limite dell'isubordinazione e della mancata collaborazione, tanto che Albini venne accusato da Persano di averlo sabotato, di mancanza voluta di energia, e di disubedienza agli ordini. Di fatto la sua squadra navale, quella delle pirofregate e pirocorvette in legno, malgrado gli ordini ricevuti, non prese parte alla battaglia di Lissa con la squadra austriaca, determinando l'inferiorità numerica italiana nello scontro; mentre nei giorni precedenti i suoi bombardamenti alle batterie austriache e i tentativi di sbarco erano sempre stati brevi e interrotti non appena la resistenza del nemico si irrigidiva. 
A seguito della sconfitta navale di Lissa fu coinvolto nel procedimento contro il Persano e quindi collocato a riposo (1867). Deceduto alcuni anni dopo, la sua salma fu sepolta a Genova, nel cimitero di Staglieno.
Giovan Battista Albini era fratello maggiore dell'ammiraglio e senatore del Regno, Augusto Albini.